# Yo soy Bea
Yo soy Bea est une série télévisée espagnole en 773 épisodes de 60 minutes adapté de la série colombienne Yo soy Betty, la fea et diffusé entre le 10 juillet 2006 et le 16 août 2009 sur Telecinco.
Cette série est inédite dans les pays francophones.

## Distribution
- Ruth Núñez : Beatriz « Bea » Pérez Pinzón
- Alejandro Tous (es) : Álvaro Aguilar
- Mónica Estarreado (es) : Cayetana « Caye » de la Vega
- José Manuel Seda : Gonzalo de Soto
- Norma Ruiz : Bárbara Ortíz Martín
- Miguel Hermoso Arnao (es) : Diego de la Vega
- David Arnaiz : Ricardo López de Castro « Richard »
- Emmanuel Esparza (es) : Ignacio Goñi « Nacho »
- Roberto Correcher : Santiago « Santi » Rodríguez
- Vicente Cuesta : Carmelo Pérez
- Birgit Bofarull : Caroline « Carol » Robertsen
- Ana Milán : Sandra de la Vega / Sonsoles Prieto
- Amanda Marugán : Paula de la Vega / Paula Prieto
- Israel Rodríguez (es) : José Ramón « Jota » López
- Juan Lombardero : Francisco Aguilar
- Ana María Vidal (es) : Maria del Carmen « Titina » Velasco
- Eva Marciel (es) : Olga Aranzadi
- Berta de la Dehesa : Jimena Fernández
- Carmen Ruíz (es) : María Jesús « Chusa » Suárez
- Íñigo Navares (es) : Beckham
- Gemma Giménez : Estela Molinero
- Eva Higueras : Andrea Benavente
- Santiago Roldán : Aníbal
- Carlos Manuel : Daniel Echegaray Sr.
- Inma Isla : Elena Puente
- Borja Tous : Saúl « Guti » Gutiérrez
- Jorge Lucas : Daniel Echegaray Jr.
- Sofía Monreal : Purificación « Puri » González
- Ismael Fritschi : Agapito « Mustang » Serafín
- Katia del Pino : Valentina Vargas
- Álvaro Morato : Paco De La Hera
- José María Sacristán : Lorenzo Olarte
- Fedra Lorente (es) : Margarita « Marga » Vivales
- Aure Sánchez (es) : Benito Lozano
- Ángeles Martín (es) : Rosalía Martín « La Chali »
- Igor Luna : Alonso Ramirez

## Autres versions
- Yo soy Betty, la fea (RCN Televisión, 1999-2001)
- Jassi Jaissi Koi Nahin (Sony TV, 2003-2007)
- Sensiz Olmuyor (Show TV / Kanal D, 2005)
- Verliebt in Berlin (Sat.1, 2005-2007)
- Ne rodis krasivoy (CTC, 2005-2006)
- La fea más bella (Televisa, 2006-2007)
- Lotte (Tien, 2006-2007 / 2009)
- Ugly Betty (ABC, 2006-2010)
- Maria, i Asximi (Mega Channel, 2007-2008)
- Sara (VTM, 2007-2008)
- Ne daj se, Nina (Prva, 2007-2008 / RTL Televizija, 2008)
- Cô gái x?u xí (VTV3, 2008-2009)
- Ošklivka Katka (Prima TV, 2008)
- I Love Betty La Fea (ABS-CBN, 2008-2009)
- Chou Nu Wu Di (Hunan TV, 2008-2009)
- BrzydUla (TVN, 2008-2009)
- Bela, a Feia (Rede Record, 2009-2010)
- Gogona Gareubnidan (IPTV, 2010)